# Moryo no Hako
| Зрительский рейтинг | Зрительский рейтинг | Зрительский рейтинг |
| (на 16 ноября 2013) | (на 16 ноября 2013) | (на 16 ноября 2013) |
| ------------------- | ------------------- | ------------------- |
| Сайт                | Оценка              | Голосов             |
| AniDB               | · ссылка            | 756                 |
| Anime News Network  | · ссылка            | 183                 |

Moryo no Hako (яп. 魍魎の匣 Мо:рё: но хако) — мистический детектив японского писателя Нацухико Кёгоку, второй из цикла «Хякки Яко». Впервые был опубликован в 1995 году; в 1996-м завоевал 49-ю премию Ассоциации японских писателей детективного жанра. Адаптирован в виде полнометражного фильма, манги и аниме. Дизайн персонажей для аниме разрабатывала группа CLAMP.

## Сюжет
Послевоенная Япония, 27 год эры Сёва (1952). Дружба двух старшеклассниц скреплена взаимной уверенностью в том, что обе являются будущими перерождениями друг друга. Кажется, что непредвиденное происшествие на железнодорожной станции разлучает их: одну забирают в загадочный госпиталь, своей формой напоминающий гигантский ящик, а другая остаётся один на один с собственными фантазиями о бессмертии. На жителей сельской местности наводят ужас деревянные ящики с уложенными в них частями тел убитых девушек. Одновременно с этим разносится молва о культе «священного ларца», запирающего злых духов. Происходящее будто бы не обладает видимой связью, но постепенно сплетается в одну нить, которая в конце приводит к прибежищу всех видов нечисти — человеческому сердцу.

### Персонажи
Акихико Тюдзэндзи (яп. 中禅寺 秋彦 Тю:дзэндзи Акихико) — хозяин книжной лавки и настоятель святилища Абэ-но Сэймэя, практикующий оммёдо, живущий на вершине холма Мэмайдзака («головокружительный склон»). В близком кругу его называют Кёгокудо (яп. 京極堂 Кё:гокудо:). Помимо своего основного времяпровождения он участвует в раскрытии преступлений, принимая на себя роль экзорциста и проводя весьма своеобразный обряд изгнания «цукимоно-отоси», напоминающий психологическую игру.
Сэйю: Хироаки Хирата
Рэйдзиро Энокидзу (яп. 榎木津 礼二郎 Энокидзу Рэйдзиро:) — частный детектив из агентства «Роза и Крест», способный видеть воспоминания других людей. Энокидзу включается в расследование, когда адвокат Масуока поручает ему найти пропавшую Канако Юдзуки.
Сэйю: Тосиюки Морикава
Тацуми Сэкигути (яп. 関口 巽 Сэкигути Тацуми) — писатель, подверженный меланхолии и имеющий трудности в общении с людьми. Хотя рассказы Сэкигути печатаются в литературном журнале, время от времени ему приходится подрабатывать составлением статей для криминальной хроники.
Сэйю: Хидэнобу Киути
Сютаро Киба (яп. 木場 修太郎 Киба Сю:таро:) — детектив из главного полицейского управления Токио, оказавшийся вовлечённым в расследование происшествия на железнодорожной станции и последующей цепочки преступлений. В своём полицейском удостоверении он тайно носит фотографию бывшей актрисы Минами Кинуко (чьё настоящее имя Ёко Юдзуки). Узнав об угрожающей ей опасности, Киба решает во что бы то ни стало найти её врага, но поневоле сам становится им.
Сэйю: Такааки Сэки
Морихико Торигути (яп. 鳥口 守彦 Торигути Морихико) — редактор в ежемесячной криминальной хронике, фоторепортёр. Торигути способен быстро схватывать суть дела и доставать нужные сведения без лишних сложностей. Свою главную задачу он видит в том, чтобы собрать больше информации о культе Омбако и вывести на чистую воду его лидера.
Сэйю: Дайсукэ Намикава
Ёрико Кусумото (яп. 楠本 頼子 Кусумото Ёрико) — девочка из бедной семьи, которой трудно найти общий язык со сверстницами и с собственной матерью. Радость ей приносит лишь дружба с Канако Юдзуки, уверенной в том, что обе они являются перерождениями друг друга. Постепенно Ёрико начинает отождествлять себя с Канако и чувствовать отвращение к своей стареющей матери.
Сэйю: Микако Такахаси
Канако Юдзуки (яп. 柚木 加菜子 Юдзуки Канако) — одарённая равно умом и красотой, Канако представляет собой идеал для Ёрико Кусумото. Взрослая манера речи и особый образ мыслей поддерживают вокруг неё ауру таинственности. Не менее загадочен и несчастный случай на станции Мусаси-Коганэи, из-за которого Канако оказывается на грани смерти.
Сэйю: Харука Томацу
Ёко Юдзуки (яп. 柚木 陽子 Юдзуки Ё:ко) — в прошлом киноактриса и восходящая звезда кинематографа, получившая роль Сатоми Минэко в экранизации «Сансиро». Во время сценической деятельности она носила псевдоним Минами Кинуко (美波 絹子). Представляется старшей сестрой Канако.
Сэйю: Ая Хисакава
Норитада Амэмия (яп. 雨宮 典匡 Амэмия Норитада) — юноша, живущий с семьёй Юдзуки и называющий себя опекуном Канако. Обладает непримечательной внешностью и таким же характером. Тем не менее позже выясняется, что он сыграл бо́льшую роль в событиях, чем можно было бы предположить по его поведению.
Сэйю: Нобуюки Хияма
Косиро Мимасака (яп. 美馬坂 幸四郎 Мимасака Ко:сиро:) — директор медицинской лаборатории Мимасака. В годы своего обучения в Императорском университете специализировался в области иммунологии и впоследствии обрёл славу гениального хирурга. Несмотря на своё влияние в научных кругах, главной своей целью Мимасака ставил исследование бессмертия и возможностей человеческого тела. Считалось, что именно это привело его к отчуждению от прежних связей, но на самом деле он сам оставил публичную деятельность ради того, чтобы найти способ лечения миастении, которой была больна его жена.
Сэйю: Масахико Танака
Сюнко Кубо (яп. 久保 竣公 Кубо Сюнко:) — подающий надежды молодой писатель-фантаст, работы которого в причудливой форме повествуют о его собственной жизни. Жилищем Кубо служит местный буддийский храм, а главная отличительная особенность писателя — белые перчатки на обеих руках, которые он носит постоянно из-за отсутствия некоторых пальцев.
Сэйю: Тору Фуруя
Хёэ Тэрада (яп. 寺田 兵衛 Тэрада Хё:э) — духовный лидер секты Омбако, отец Сюнко Кубо. В молодости он был плотником, мастерившим ящики из дерева и металла. Однажды в руки Тэрады попала деревянная коробка, внутрь которой был вложен листок бумаги со словом «нечисть» (морё). Этот случай полностью переменил его и послужил поводом к рождению культа Омбако — ящика, или ларца, способного запереть внутри человеческие беды.
Сэйю: Тё

### Организации
Современная медицинская лаборатория Мимасака (яп. 美馬坂近代醫學研究所 Мимасака киндай игаку кэнкю:дзё)

Научно-исследовательская лаборатория под руководством профессора Косиро Мимасаки. В годы Второй мировой войны она играла роль экспериментального комплекса, где разрабатывалось оружие и проводились опыты по искусственному изменению человеческого тела.
«Священный ларец, заточающий скверну» (яп. 穢封じ御筥様 Кэгарэфу:дзи Омбако-сама)

Культ ящика, наделяемого силой запечатывать зло и несчастье. Лидер культа — Хёэ Тэрада, по убеждению которого любое закрытое пространство обладает свойством порождать нечисть. Это относится и к сердцу человека: если оно замкнуто в себе самом, то с течением времени точно также становится пристанищем для тёмной силы.

## Адаптации

### Фильм
Премьера фильма состоялась в Японии 22 декабря 2007 года. Режиссёром выступил Масато Харада. Композитор Такацугу Мурамацу написал музыку к фильму, а главная тема — песня «金魚の箱» («Box of goldfish») — была исполнена японской группой Tokyo Incidents. Официальный саундтрек вышел 7 декабря 2007 года.

### Аниме
Аниме Moryo no Hako было создано студией Madhouse и впервые транслировалось с октября по декабрь 2008 года по каналу Nihon TV. Дизайн персонажей разработала студия CLAMP.

#### Саундтрек
Музыку к аниме-сериалу написал композитор Сюсэй Мураи. Японская группа Nightmare исполнила начальную и заключительную песни.
Саундтрек был выпущен 21 декабря 2008 года.
Открывающая тема

«Lost in Blue» в исполнении Nightmare
Закрывающая тема

«NAKED LOVE» в исполнении Nightmare
1. Lost in Blue (TVサイズ)
2. 魍魎の匣 ~main theme~
3. 月光
4. 惑い人
5. 魍魎の匣 ~orgel~
6. 蒼月
7. 憑物落
8. 逢魔 ~solo pf ver.~
9. 儚き刻
10. 誘
11. . 匣ノ壱
12. . 薄暮
13. . 儚き夢
14. . 崩壊
15. . 逢魔
16. . 帳
17. . 急転
18. . 惑い刻
19. . 匣ノ弐
20. . 朧
21. . 錯覚
22. . 十六夜
23. . 魍魎
24. . 帝銀
25. . 遠き日
26. . 匣ノ参
27. . 月光 ~orgel~
28. . 逢魔
29. . 魍魎の匣 ~solo pf ver.~
30. . NAKED LOVE (TVサイズ)

#### Список серий
| | |            |  |
| 1 | Five Death Omens of an Angel «Тэннин госуй но кото» (天人五衰の事)                                          | 07.10.2008 |  |
| Живущая с матерью Ёрико Кусумото не обладает ничем, что делало бы её особенной в глазах окружающих. Однако из всех одноклассниц на неё обращает внимание именно Канако Юдзуки, загадочная девушка из состоятельной семьи. Постепенно они становятся ближе друг другу, и Ёрико узнаёт, почему их дружба — особенная. На летних каникулах девочки договариваются поехать к далёкому озеру на поезде и встречаются в назначенный вечер на станции Мусаси-Коганэи. Ёрико замечает слёзы Канако. Канако хочет что-то сказать, но через несколько мгновений она упадёт на рельсовый путь прямо перед приближающимся составом. Ёрико — единственный свидетель. | |            |  |
| 2 | The Raccoon's Trick «Тануки мадоваси но кото» (狸惑わしの事)                                                | 14.10.2008 |  |
| Детектив Сютаро Киба случайно оказывается пассажиром этого же поезда. Вместе с потрясённой Ёрико и полицейским Фукумото они едут в клинику, куда госпитализировали Канако. Туда же прибывают адвокат Масуока, опекун Норитада Амэмия и Ёко Юдзуки, старшая сестра Канако. Пока девушка в операционной, собравшиеся обсуждают произошедшее. Канако из-за её тяжёлого состояния должны вскоре перевезти в другую клинику. Через две недели после этих событий на озере Сагами обнаруживают отрезанные ноги в металлическом ящике. Писатель Тацуми Сэкигути и его знакомый редактор Торигути вместе едут на место преступления. Возвращаясь домой, они сбиваются с дороги и углубляются в лес, где путь им перекрывает странного вида огромное здание.                         | |            |  |
| 3 | Incident of Euphoria «Ука-то:сэн но кото» (羽化登仙の事)                                                    | 21.10.2008 |  |
| Канако перевезли в клинику Мимасака, о которой ходят странные слухи — будто бы ни один попадавший туда пациент не возвращался обратно. Детектив Киба обнаруживает Ёко с запиской, в которой неизвестный требует выкуп за Канако. Мать Ёрико начинает вести себя странно и надеется на помощь экзорциста из секты Омбако: Кимиэ уверена, что дом полон нечисти, а её дочь одержима. Сбежав из дома, Ёрико вспоминает о человеке в чёрной одежде и перчатках, столкнувшем Канако с платформы. Ёрико рассказывает это Кибе и Ёко, и они вместе навещают Канако, которая одновременно с их приходом открывает глаза. Она улыбается и даже пытается что-то произнести, но когда после них в палату входит ассистент Судзаки, оказывается, что девушка исчезла.                   | |            |  |
| 4 | The Kasha Incident «Кася но кото» (火車の事)                                                                | 28.10.2008 |  |
| Норитада Амэмия куда-то пропадает, а ассистента главного врача находят мёртвым. Канако грезится, будто руки и ноги ей заменили механическими подобиями. Тем временем в ближайших окрестностях находят отрезанные конечности в деревянных ящиках. Среди местных жителей начинают распространяться слухи о нечистой силе. К отстранённому от дела Кибе заходит коллега Аоки, предполагающий связь между убийствами и похищением Канако Юдзуки. Он рассказывает, что рядом с пострадавшими девушками был замечен человек в чёрном. В этот же день Киба узнаёт от старого товарища, что когда-то Мимасака был известным учёным и проводил эксперименты по созданию искусственных солдат.                                                                                        | |            |  |
| 5 | The Incident of Clairvoyance «Сэнриган но кото» (千里眼の事)                                                | 04.11.2008 |  |
| Почти шестьдесят лет назад группа японских учёных испытывала способности к ясновидению у двух женщин. Из-за чьего-то вмешательства опыт пришлось объявить сомнительным и не заслуживающим доверия. Тем не менее такая способность, похоже, есть у детектива Рэйдзиро Энокидзу, к которому адвокат Масуока обратился за помощью. В ходе их разговора выясняется, что Канако может стать наследницей большого состояния, если останется в живых. К Тацуми Сэкигути заглядывает Торигути, собирающий материал для разоблачения лидера культа Омбако. Сэкигути приводит его к своему старому знакомому Кёгокудо, который хорошо разбирается в подобных делах. | |            |  |
| 6 | The Box Incident «Хако но кото» (筥の事)                                                                    | 11.11.2008 |  |
| Кёгокудо разделяет людей с паранормальными способностями на несколько категорий и разбирает их способы вызвать доверие к себе. По его словам, этот разговор является ответом на незаданный вопрос Торигути. Торигути вслед за этим прямо переходит к делу: ему удалось получить список последователей секты Омбако почти с тремя сотнями имён, некоторые из которых принадлежат весьма известным людям. Также получилось узнать кое-что о самом лидере секты — его настоящее имя Хёэ Тэрада и раньше он был плотником, а бабушка его слыла ясновидицей. | |            |  |
| 7 | Goblin «Мо:рё: но кото» (もうりょうの事)                                                                    | 18.11.2008 |  |
| Выслушав рассказ Торигути, Кёгокудо переходит от людей к нечисти и обращается к знаниям из классических японских и китайских трудов. Торигути высказывает мнение, что лидер Омбако имеет отношение к убийствам: некоторые из пропавших девушек были дочерьми тех верующих, пожертвования которых уменьшились за предыдущие месяцы. Кёгокудо советует Торигути найти больше информации о Тэраде и его методах изгнания нечисти. Сэкигути обнаруживает в списке последователей имена Кимиэ Кусумото (матери Ёрико) и молодого писателя-фантаста Сюнко Кубо. | |            |  |
| 8 | The Power of Language «Котодама но кото» (言霊の事)                                                         | 25.11.2008 |  |
| Киба приходит к Сатомуре, специалисту по аутопсии. Он хочет узнать, нет ли Канако среди жертв недавних преступлений. Сатомура отрицает такую возможность и добавляет, что действия убийцы напоминают собой эксперименты над телами жертв. В доме Кёгокудо собираются Сэкигути, Торигути и детектив Энокидзу, чтобы обсудить новую информацию о лидере Омбако. Кроме того, благодаря прошлому разговору Энокидзу с Масуокой стало известным, что Ёко Юдзуки на самом деле является матерью Канако. | |            |  |
| 9 | Girl Dolls «Мусумэ нингё: но кото» (娘人形の事)                                                             | 02.12.2008 |  |
| Отправившись к Кимиэ Кусумото и не найдя той дома, Энокидзу и Сэкигути заходят в кафе поблизости. Там они случайно встречают писателя Сюнко Кубо, который узнаёт Канако на показанной ему фотографии. Затем Сэкигути и Энокидзу снова идут к дому Кимиэ и замечают Ёрико в тот момент, когда она пытается открыть заколоченную входную дверь. Девочка упоминает о назначенной встрече и убегает. Проникнув в дом, двое застают мать Ёрико в шаге от самоубийства. Энокидзу говорит Кимиэ, что её дочери грозит опасность, и это вырывает женщину из мыслей о собственных несчастьях. В доме Кёгокудо собравшиеся строят догадки о личности преступника. Кёгокудо считает виновным в убийствах писателя Сюнко Кубо. Детектив Аоки сообщает, что были найдены обе руки Ёрико. | |            |  |
| 10 | The Demon Incident «Они но кото» (鬼の事)                                                                   | 09.12.2008 |  |
| Кёгокудо раскрывает причину своих подозрений. Кубо причастен не только к убийствам девушек, но и к созданию культа Омбако; его рассказы — вовсе не плод воображения, а воспроизведение реальных событий. В сопровождении Энокидзу и Сэкигути Кёгокудо направляется в додзё Хёэ Тэрады. Он раскрывает глаза старику на его заблуждения и показывает неожиданную осведомлённость в том, что Кубо — сын Тэрады. В это время Аоки пытается проникнуть в мастерскую Кубо, но тот ударяет его и сбегает. Внутри мастерской Аоки обнаруживает в одном из ящиков верхнюю половину тела Ёрико. Вскоре находят расчленённое тело самого Кубо. | |            |  |
| 11 | Den of Thieves «Макуцу но кото» (魔窟の事)                                                                  | 16.12.2008 |  |
| Кёгокудо рассказывает о своих давних связях с Косиро Мимасакой и их совместной работе во время войны. Аоки подтверждает, что были найдены обе руки и ноги Сюнко Кубо, однако нисколько не сомневается в причастности писателя к серийным убийствам, вспоминая его зловещее жилище. Затем Кёгокудо узнаёт от Аоки, что Киба отправился куда-то с оружием в руках и посылает Сэкигути с Энокидзу и Торигути следом за ним. Сэкигути догадывается, куда направился Киба. По дороге они забирают с собой Ёко Юдзуки. Тем временем Киба врывается в лабораторию Мимасаки и обвиняет его в опытах с органами и частями тел пострадавших девушек. | |            |  |
| 12 | The Brain Incident «Но:дзуй но кото» (脳髄の事)                                                             | 23.12.2008 |  |
| Сэкигути и остальные прибывают в лабораторию в тот самый момент, когда Киба почти готов нажать на курок. Его останавливает лишь признание Ёко в том, что Мимасака — её отец. Вскоре появляется Кёгокудо, и с этого момента все части запутанной истории начинают вставать на свои места. Ёрико столкнула Канако с платформы; образ человека в чёрном был рождён рассказом «Головокружение» Тацуми Сэкигути, прочитанным ею в литературном журнале. Похищение Канако было подстроено с участием Судзаки и Амэмии, а Кубо стал ещё одним экспериментом профессора Мимасаки. | |            |  |
| 13 | A Box of All Manner of Spirits, or a Human «Мо:рё: но хако, аруйва хито но кото» (魍魎の匣、あるいは人の事) | 30.12.2008 |  |
| Кёгокудо рассказывает о причине превращения Сюнко Кубо из писателя-фантаста в убийцу. Однажды в поезде Кубо увидел напротив себя пассажира с ящиком в руках. В том ящике находилась голова Канако, а державшим ящик человеком был Норитада Амэмия. Одержимый образом Канако, Кубо начинает убивать девушек одну за другой, но так и не достигает желаемого. Тогда он приходит к Мимасаке и добровольно предлагает использовать себя в качестве материала для эксперимента. Вместе с этим раскрывается правда об отношениях Мимасаки и Ёко. Они убегают, забрав ящик с головой Кубо внутри. Остальные, выбравшись следом из лаборатории, видят мёртвого Мимасаку и Ёко, заколовшую Кубо ножом.                                                                               | |            |  |

### Манга
Иллюстратор манги — Аки Симидзу. Главы публиковались в журнале Kwai с августа 2007 года по апрель 2010 года, а позднее были изданы в пяти томах издательством Кадокава.
| № | В Японии: дата публикации | В Японии: ISBN         |
| - | ------------------------- | ---------------------- |
| 1 | 17 декабря 2007 года      | ISBN 978-4-04-854156-5 |
| 2 | 18 августа 2008 года      | ISBN 978-4-04-854218-0 |
| 3 | 17 июля 2009 года         | ISBN 978-4-04-854340-8 |
| 4 | 20 января 2010 года       | ISBN 978-4-04-854425-2 |
| 5 | 21 июля 2010 года         | ISBN 978-4-04-854505-1 |

Также тома манги были изданы на других языках:
| Тайвань и Гонконг «魍魎之匣» Kadokawa Taiwan Corporation 2009—2011 гг. | Франция «Le Coffre aux Esprits» Soleil Productions 2010—2011 гг. | Италия «Moryo's Box» Star Comics 2012 г. |

## Критика
Карл Кимлингер в рецензии на сайте ANN отмечает необычайную красоту картинки аниме, говорит, что почти каждый кадр является произведением искусства.